# Optimodalité
 (avril 2008).
L’optimodalité se définit comme « l’optimisation des performances techniques, économiques et environnementales des chaînes de transport des marchandises ».
Il s’agit, à la fois, de développer des synergies nouvelles entre les différents modes et moyens de transport, et aussi de mettre au point et de financer de nouveaux matériels visant à améliorer la productivité de chaque maillon de la chaîne (navires à grande vitesse, péniches fluviomaritimes, wagons pivotants…)

## En France et Europe
Dans cette optique d’optimisation, une association (loi 1901) nommée « Cercle pour l’Optimodalité en Europe » (C.O.E.) a été créée en 2007 sur une initiative privée lancée et conduite par différents dirigeants d’entreprises de premier plan du monde des transports (route, rail, air, mer, fluvial), de l’intermodalité (Merroutage, Fluviomaritime, Combiné rail-route classique, Aéro-ferroviaire, Ferroutage), de la gestion et du financement des infrastructures, et d’experts du monde logistique. 
L’objet du C.O.E. est de détecter et analyser les synergies réalisables tant du point de vue des idées, que des savoir-faire et des moyens de production de la chaîne logistique pour en améliorer l’impact environnemental.

## Les acteurs
Certains « acteurs » du monde du transport se sont formellement engagés dans cette nouvelle dynamique. Ce sont notamment : Jean-François Roverato (président de APRR), Jean-Marc Lacave (directeur général de CMA CGM), Pierre Blayau (président de Geodis), Philippe Mangeard (président de Modalohr), Philippe Louis-Dreyfus (président de Louis Dreyfus Armateurs), Alain Rousset (président du conseil régional d'Aquitaine), Alain Bréau (vice-président de TLF), Patrick Vandevoorde (Responsable PPP de la Caisse des dépôts), Corinne Namblard (directrice générale de Galaxy, Luc Nadal (directeur général délégué du Fret SNCF) mais aussi l’ADEME, Alstom Transport, CFT, Dexia, VNF, FNTR, EDF, RFF, le Grand port maritime de Marseille, le Port de Nantes Saint-Nazaire, Veolia Transports, Eurofer, Fedex, GCA, Kuehne & Nagel, Marseille Manutention, Mory Group, Plataforma Aquitaine-Euskadi, S.I.TO S.p.A., VTG, BP2S, CNT, COFHUAT, FERRMED, Roissy-CargoRail EXpress, l'Association Route Roulante, TDIE, Transports Passion et UPF... avec notamment un soutien affiché[réf. nécessaire] dans cette démarche de la part de Jacques Barrot, vice-président de la Commission européenne, du ministère français de l’Écologie, du Développement et de l’Aménagement durable, de la Banque européenne d'investissement.

## Travaux et projets potentiellementoptimodaux

### Lesautoroutes de la mer
- Autoroutes de la mer sur la façade atlantique  entre Nantes/Saint-Nazaire et Gijón avec son prolongement ferroviaire dans le cadre de l’appel à projet lancé par la CIG franco-espagnole ;
- Autoroutes de la mer en Méditerranée Maghreb-Italie-Marseille avec reprise immédiate sur autoroutes ferroviaires vers l’Europe du Nord.

### Les autoroutes fluvio-maritimes
- Barges fluviales et fluviomaritimes pour le transport de semi-remorques sur le Rhône (Marseille-Lyon) et la Seine (Le Havre-Paris) ;
- Service fluviomaritime entre Paris et la péninsule Ibérique en conteneurs 45’.

### Les autoroutes ferroviaires
- Autoroute ferroviaire à grand cadencement sur l’axe atlantique pour soulager le flux routier Espagne-France-Benelux ;
- Autoroute ferroviaire à grand cadencement sur l’axe Perpignan-Bettembourg ;
- Renforcement de la traversée des Alpes par l'Autoroute ferroviaire alpine ;
- Axe Luxembourg-Poznań (Pologne) et ses  extensions orientales vers la Biélorussie et la Lituanie ;
- Maillage européen des plateformes d’autoroutes ferroviaires, notamment Connexions avec de futures plateformes en Allemagne, Italie et Royaume-Uni ;
- Extension de la ligne actuelle Aiton-Orbassano (AFA) vers Trieste, l’Autriche et la Slovénie ;
- Ligne entre un port de la mer Baltique (Lübeck/Rostock), Berlin, le Sud Est de l’Allemagne (Francfort ou Luxembourg), le Sud (Munich) et le Sud-ouest (Ratisbonne).

### Les trains mixtes et longs
- Projet de trains  mixtes combinés semi-remorques et conteneurs ;
- Entre Marseille Dourges et Luxembourg ;
- Entre Le Havre et Linz (Autriche) via Ludwigshafen (Allemagne).

### TGVFretaéroferroviaire (projet CAREX)
- Développement d’un réseau européen de TGV Aéro-ferroviaires circulant entre les principaux aéroports européens ;
- Paris-Lyon-Londres-Bruxelles–Cologne et Amsterdam.

### Les réflexions transverses du COE
Pour porter le mieux le changement et la volonté d’innover, le Cercle a entrepris plusieurs réflexions transversales pour avancer encore plus loin :
- Matériels et véhicules innovants, typologie des matériels labellisés par le Cercle et panorama des leviers financiers pour trois premiers projets Locomotives hybrides, barges RO-RO et conteneur 45’ et navires RO-RO ;
- Trains longs, étude de circulation des trains longs d’autoroute ferroviaire, Présentation du Dossier de Sécurité à EPSF et RFF ;
- Compétitivité des modes complémentaires à la route, évaluation de la performance globale des solutions optimodales et Communication à destination des professionnels de la route en cœur de cible ;
- Éligibilité des projets Optimodaux aux crédits carbone, sur la base d’expériences concrètes ou d’études dédiées, la prise en compte de la performance environnementale de l’Optimodalité, c’est-à-dire l’impact des combinaisons entre les différents modes en matière d’émissions de gaz à effet de serre.

Ces réflexions transverses qui concernent la démarche de fond conduite par les membres du Cercle permettent d’alimenter et de cadrer les projets à venir et sont conçues pour contribuer, dans le domaine du transport, à amorcer un changement profond dans le rapport de notre civilisation industrielle avec l’environnement.